# Théâtre gallo-romain d'Alba-la-Romaine
Le théâtre gallo-romain est un théâtre gallo-romain situé en France sur la commune d'Alba-la-Romaine, dans le département de l'Ardèche en région Auvergne-Rhône-Alpes.
Le théâtre constitue l'un des éléments de la parure monumentale d'Alba Helviorum, capitale de la civitas des Helviens dans l'Antiquité. Il fait l'objet de trois phases successives de construction et d'aménagement, vers la fin du Ier siècle av. J.-C., au début du Ier siècle puis au début du IIe siècle. Ces étapes sont caractérisées par un agrandissement et une monumentalisation de l'édifice qui semble délaissé à partir de la fin du IIIe siècle.
Il est classé au titre des monuments historiques depuis le 10 juillet 1959, classement complété le 31 juillet 1986 en même temps que celui de l'ensemble du site archéologique d'Alba-la-Romaine. Le théâtre a été restauré à de nombreuses fois, souvent au fur et à mesure des fouilles. La dernière restauration date de 2019-2020 et une scène en bois a été restituée sur le ruisseau d'Aunas.

## Localisation

OpenStreetMap Site d'Alba.

Le théâtre est situé sur la commune d'Alba-la-Romaine, dans le département français de l'Ardèche. Il est la propriété du Département de l'Ardèche.
Situé à la limite orientale de la ville, il est proche des aires à portiques, du temple et du forum dans l'ensemble du site archéologique d'Alba-la-Romaine. Il est desservi par deux voies ainsi qu'une aire de circulation à l’ouest.
Le ruisseau d'Aunas, petit cours d'eau temporaire qui coule du nord au sud pour se jeter dans l'Escoutay au sud du site antique, traverse le théâtre entre sa cavea et sa scène. Le théâtre est donc orienté vers l'est. Toutefois, avant la construction d'Alba, le ruisseau semble adopter un cours plus occidental et le théâtre est édifié sur la rive gauche de l'un de ses anciens méandres. Faire passer le ruisseau au milieu du théâtre semble relever d'une volonté symbolique plus que d'une contrainte topographique.

## Historique

### Chronologie du monument
Le théâtre connaît trois états successifs qui témoignent, pour le monument comme la ville, du passage d'une culture « indigène » à une culture romaine.
Un premier édifice est construit vers 20 av. J.-C.. Sa cavea affecte une forme irrégulière, constitué de segments droits raccordés. Il est contemporain du sanctuaire de Bagnols, construit pour partie en matériaux périssables.
Au début du Ier siècle le théâtre est reconstruit sur un plan plus large et affecte une forme plus régulière au moment où le santuaire de Bagnols est reconstruit en maçonnerie, avec trois temples affirmant la volonté de romaniser le site.
La troisième phase se déroule un siècle plus tard, à l'époque où d'Alba connaît une réorganisation de son plan urbain : construction d'aires à portiques, mise en place de liaisons entre les différents centres. Les vestiges du théâtre visibles au XXIe siècle correspondent à ce troisième état.
Il est difficile de donner une date précise pour l'abandon du théâtre, mais le centre monumental d'Alba paraît, dans son ensemble, être progressivement délaissé à partir de la fin du IIIe siècle.

### Fouilles et mise en valeur
Le théâtre est découvert et identifié comme tel dès 1819-1821, mais les premières fouilles ne commencent qu'en 1872. De cette date jusqu'aux années 1980, le théâtre fait l'objet d'une quinzaine de campagnes de fouilles, principalement tournées vers l'étude de sa cavea.
L'édifice est partiellement dégagé en 1945 avec l'aide de prisonniers de guerre allemands et il est classé au titre des monuments historiques en 1959 pour ce qui est des vestiges situés sur la rive droite du ruisseau du Massacre. La première publication à son sujet, en 1966, est signée Franck Delarbre, mort l'année précédente.
Le dégagement total de la cavea date de 1982 ; il est accompagné d'opérationsde consolidation. Un  nouveau classement au titre des monuments historiques intervient en 1986, en même temps que l'ensemble des vestiges d'Alba. Cette mesure concerne les vestiges situés sur la rive gauche du ruisseau. La stabilisation du monument et une rénovation partielle des gradins ont permis par la suite d'accueillir du public pour des animations et des spectacles.
L'état du site nécessite cependant la poursuite des travaux de restauration  et c'est dans sa configuration la plus récente (IIe siècle) que le théâtre est restauré à partir de septembre 2019, avec des gradins et une scène en bois au-dessus du ruisseau.

## Description

Plan schématique du théâtre.

### Premier état
Le théâtre antique d’Alba Helviorum, chef-lieu de la civitas des Helviens, est un édifice de spectacles gallo-romain, le premier de ce type dans la province de Gaule narbonnaise. Le mur périmétral de ce premier théâtre n'est pas régulièrement courbe, mais composé de segments de droite et cette disposition laisse une trace dans l'architecture des états postérieurs du monument. Dans cette configuration, la cavea, en forme d'arc outrepassé ou de fer à cheval, a un diamètre d'environ 50 m. Cette forme de théâtre semble partiellement héritée des traditions architecturales grecques. D'autre part, le théâtre possède une avant-scène étroite qui n'occupe pas toute la largeur du monument.
Dans le premier état du monument, deux types de gradins sont construits : une partie inférieure à gradins de pierre du même type que ceux des théâtres latins et, pour la partie supérieure, sur une pente plus douce, des gradins en bois moins élevés et plus profonds, qui permettaient l'assise en tailleur propre aux populations celtes. Cette configuration indique que deux types de population assistaient simultanément aux spectacles : assise sur les gradins classiques, une partie de la population déjà romanisée, et, sur les gradins supérieurs, la population autochtone celte.
Le théâtre offre une capacité de six mille places assises, soit environ un sixième de la population de la civitas Helviorum, estimée à quarante mille habitants.

### Deuxième état
Le théâtre est reconstruit sous le règne de Tibère, peut-être vers l'an 15 ou 30-45. Les structures de l'ancien édifice sont noyées dans un remblai. La cavea est reprofilée et agrandie, sa forme est cette fois semi-circulaire bien que le nouveau mur d'enceinte reste constitué d'une succession de petits segments de droite ; l'orchestra occupe une position centrale. Après son agrandissement, la cavea atteint un diamètre de 68,40 m et des murs rayonnants maçonnés semblent supporter une charpente et des gradins en bois. Cet état du monument reste toutefois mal connu.
Le ruisseau d'Aunas est canalisé, ce qui va sans doute de pair avec la construction d'un mur de scène sur sa rive gauche.

### Troisième état
Une seconde reconstruction date du début du IIe siècle, vers l'an 120. L'emprise du théâtre se développe de manière significative sur la rive gauche du ruisseau d'Aunas avec l'édification d'une galerie à portique et d'une vaste cour. Sa capacité est évaluée à 3 000 spectateurs et son orientation est légèrement modifiée par rapport aux états antérieurs : il est aligné sur un axe qui le relie au sanctuaire des Bagnols.

#### Cavea
Sur la rive droite du ruisseau, quatre murs demi-circulaires et concentriques supportent les vingt-deux rangs de gradins de la cavea réservée aux sièges des spectateurs. De nouveaux remblais sont apportés, composés pour partie de blocs de basalte. Des murs rayonnants, surélevant ceux du théâtre dans son deuxième état, servent de support à des gradins en pierre, ce qui permet à la pente de la cavea d'être plus accentuée, comme c'est l'usage dans un théâtre romain classique. L'accès se fait par au moins quatre vomitoires ouverts dans le mur périphérique et desservis par un couloir périphérique extérieur lui-même relié à l'aire environnant le théâtre par une rampe. Ce couloir supporte une galerie annulaire voûtée située au sommet de la cavea. Aux extrémités de la cavea, du côté de la scène, deux contreforts en forme d'abside — seul l'un d'eux, au sud, est identifié — aident à supporter le poids des structures du théâtre. Un velum peut être installé au-dessus de la cavea.

#### Orchestra
Trois rangs de sièges d'honneur en pierre — certains d'entre eux possèdent des pieds figurant des pattes de lion —, en bordure d'une orchestra de 13 m de rayon, accueillent les notables. L'orchestra, en partie détruite par le ruisseau, possède un sol recouvert de carreaux de calcaire et de marbre ; elle occupe une position décentrée dans la largeur du monument et elle est séparée de la cavea par un balteus.

#### Scène et arrière-scène
La scène est installée sur un plancher établi au-dessus du ruisseau, canalisé entre deux murs de maçonnerie. La nature et le décor du pulpitum restent inconnus. Le mur de scène ou frons scaena, sur la rive gauche, occupe toute la largeur du théâtre. Il est décoré de colonnes corinthiennes et de niches abritant des statues. Quatre portes ouvertes dans ce mur débouchent sur des escaliers permettant d'accéder à une galerie à portiques et à une cour elle même pourvue d'une porte latérale donnant sur l'extérieur du monument. Compte tenu de la configuration en pente de la rive gauche du ruisseau, bâtiment de scène, portique et arrière-cour sont étagés sur plus de 3 m de dénivelé.

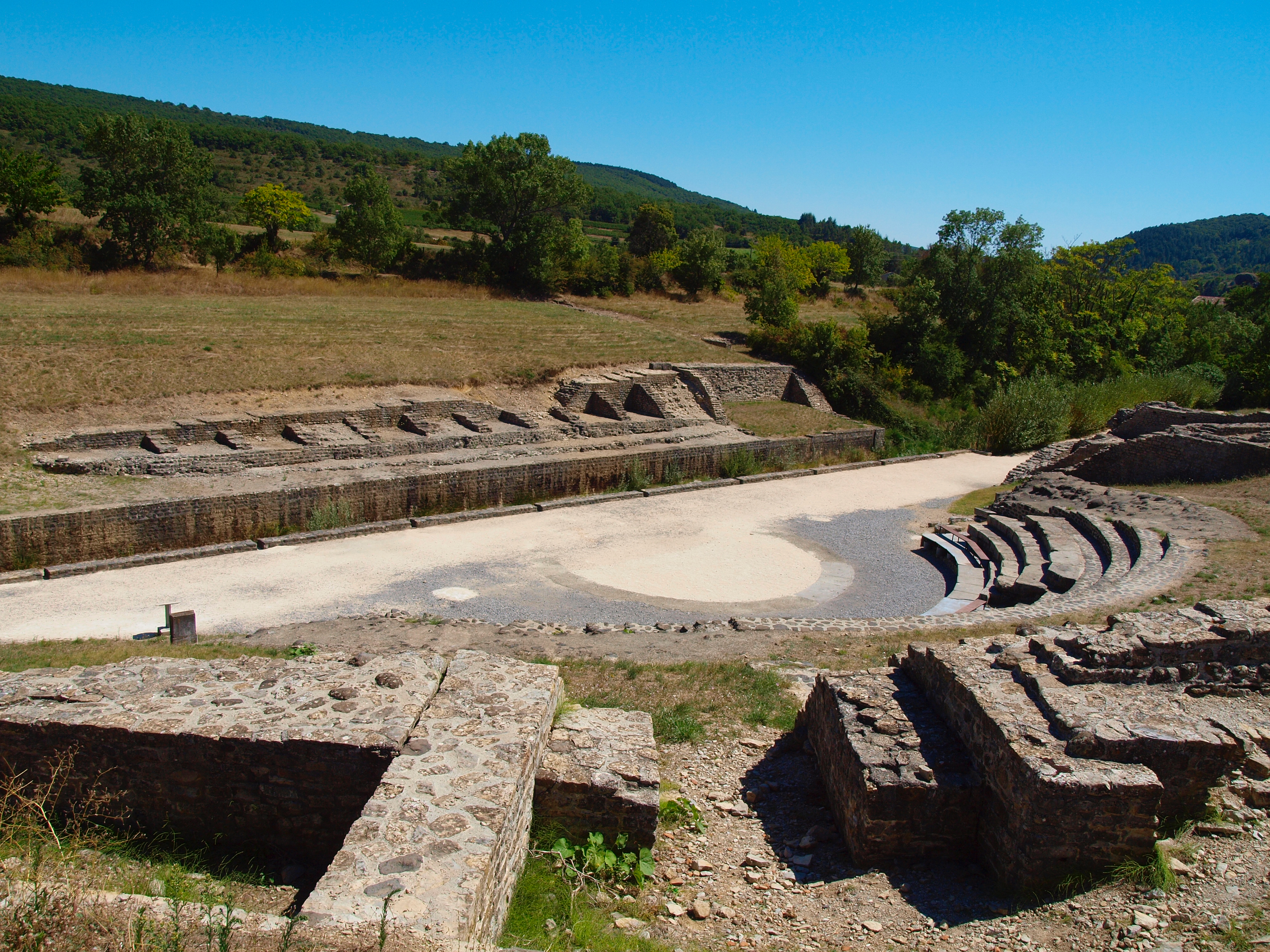
Vue générale.
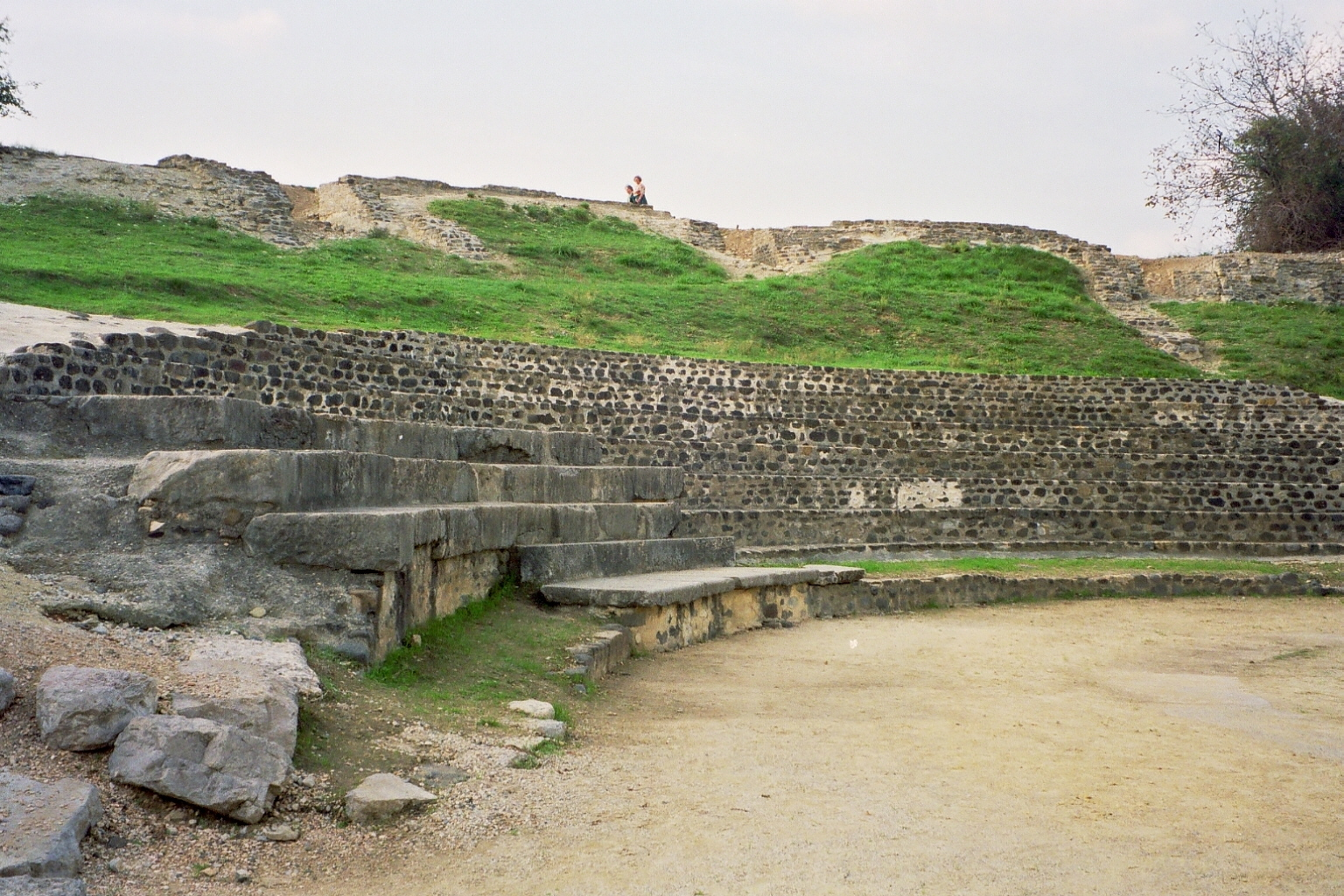
Base de la cavea et orchestra.
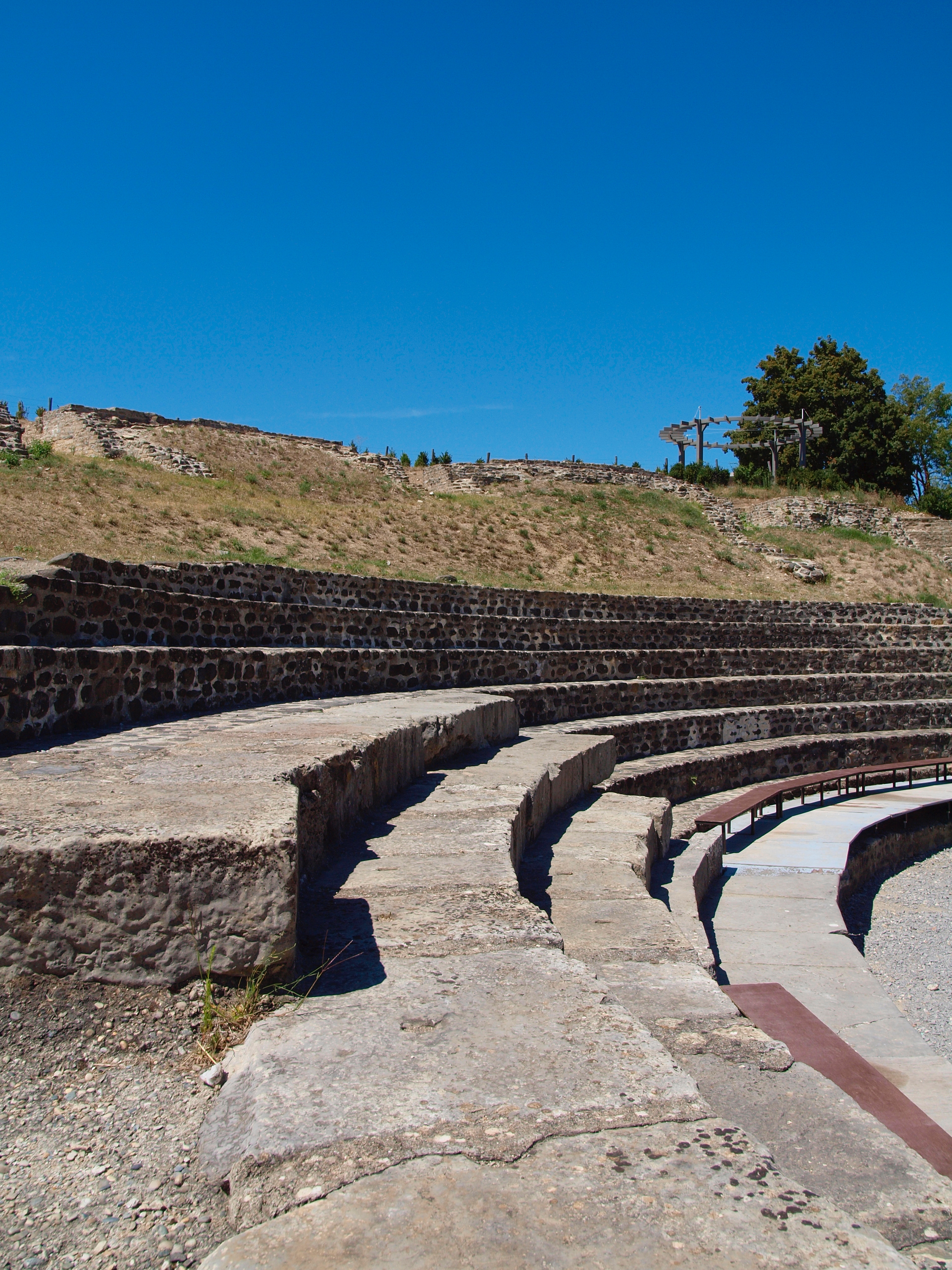
Sièges en pierre de la cavea.
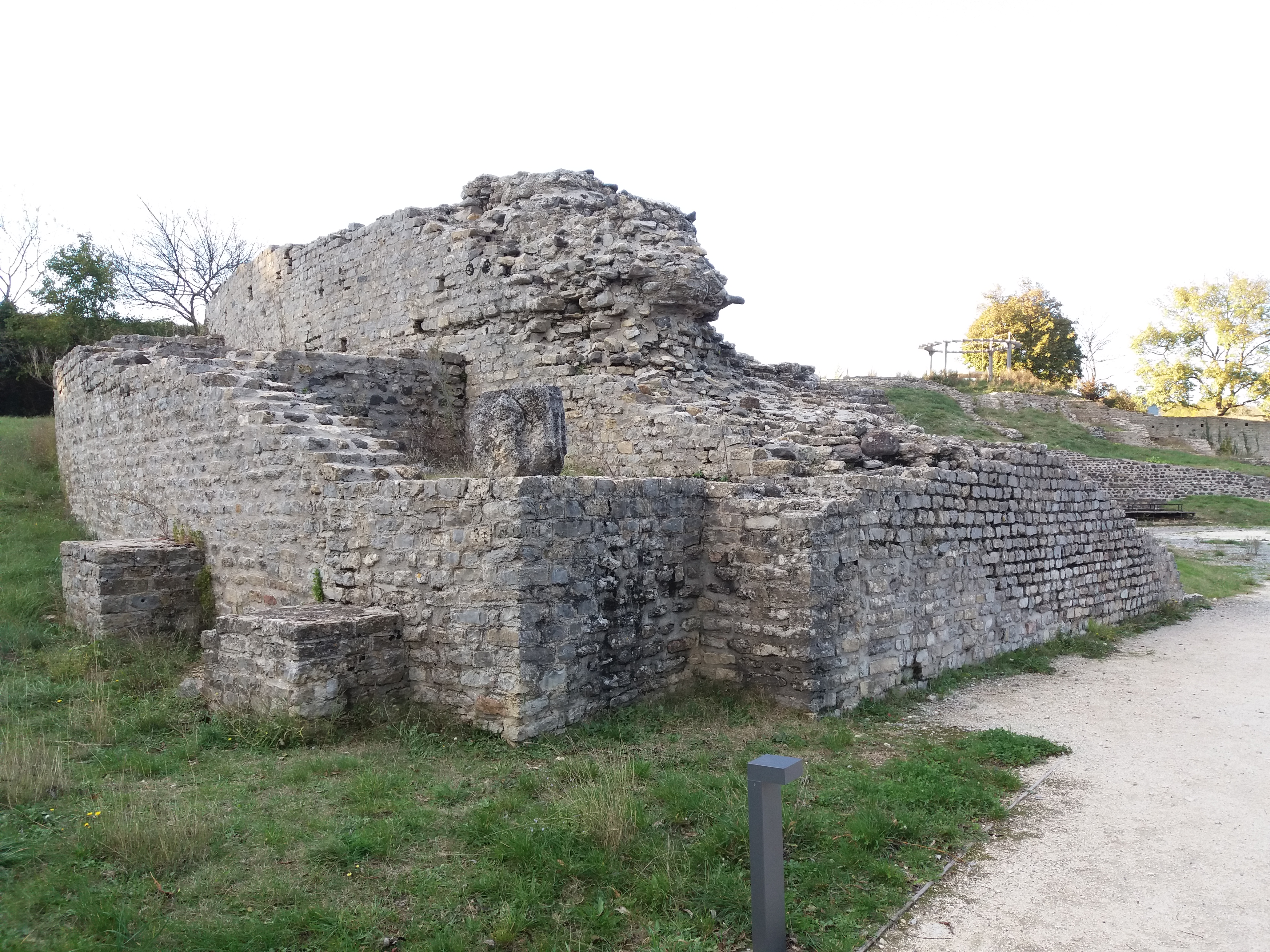
Arrière de la cavea.
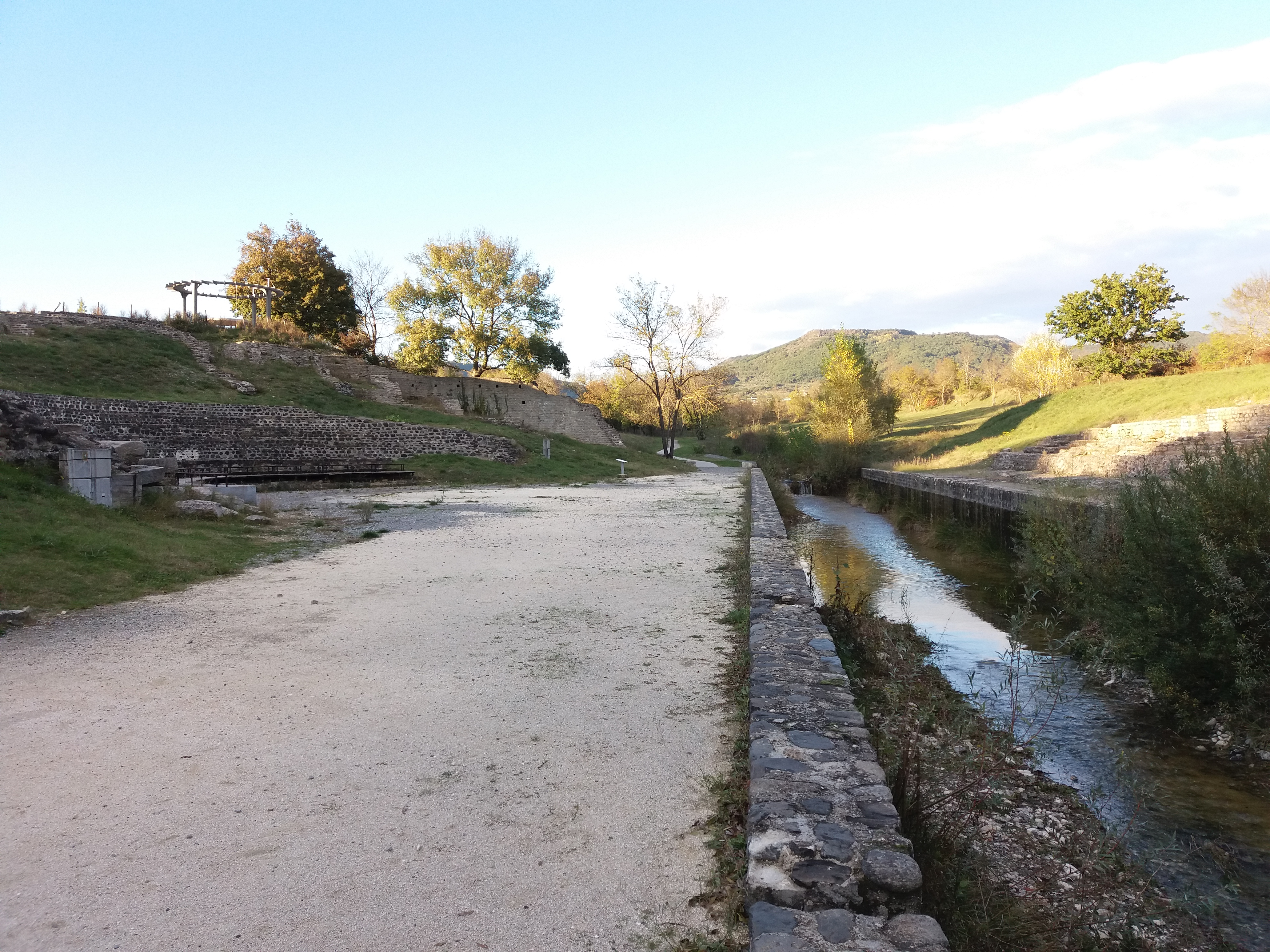
Lit du ruisseau d'Aunas.
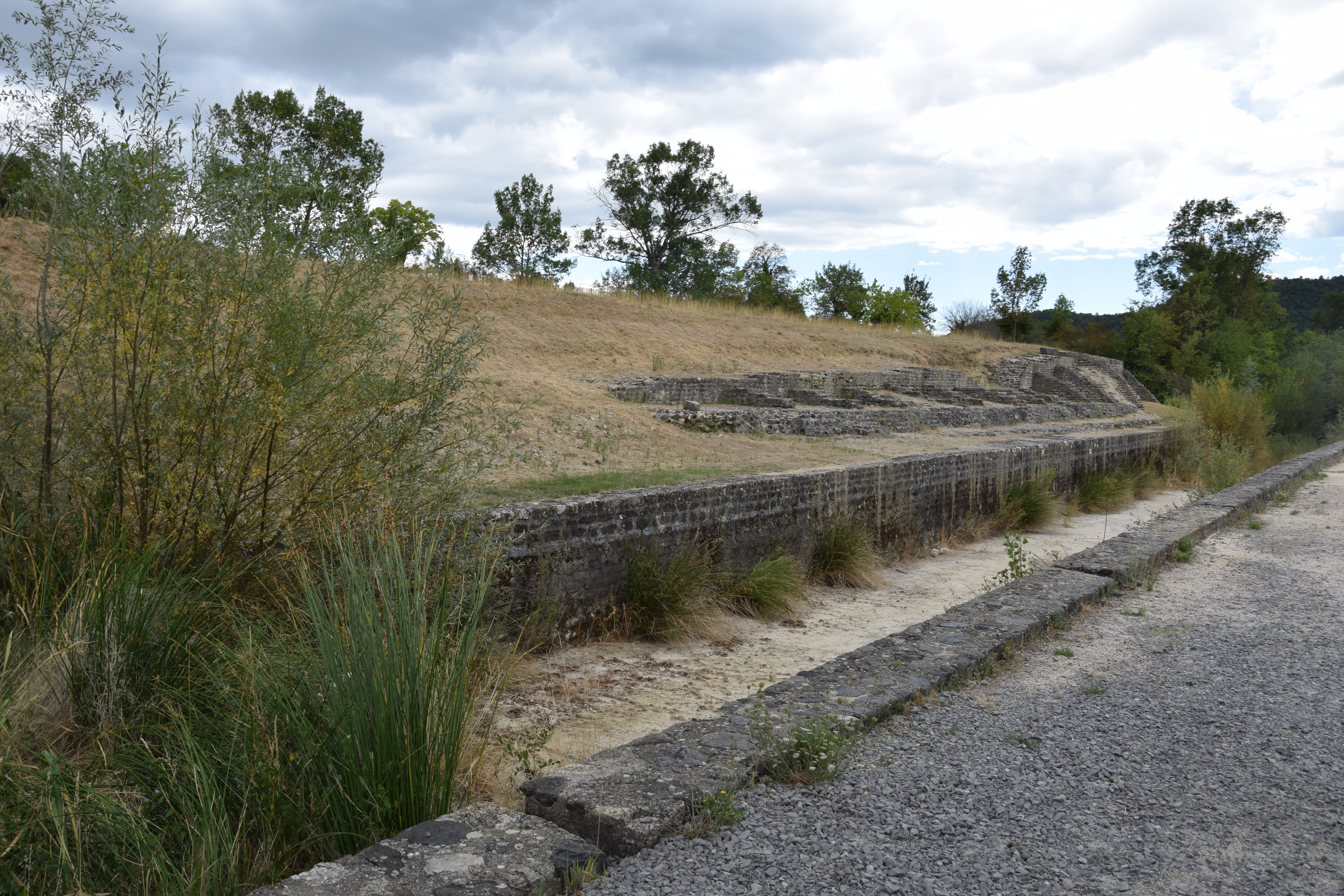
Vestiges du mur de scène.